# موريون
المور بالإسبانية (موروس: Moros) بالإنجليزية (مورس: Moors) بالفرنسية (مور: Maures) مصطلح في اللغات الأوربية، شاع استعماله في وصف المسلمين في الأندلس، يقول بيدرو ميكسيا العالم الإنساني والفيلسوف، أحد أشهر مؤرخي الإسبان في عصر النهضة الإسبانية، عن أصل المور وهو الذي عاش بينهم وعاصر سقوط حكمهم : “ في غضون سنوات قليلة، كانت أقل من أربع سنوات حسب حسابي، قوة إيمانهم جعلتهم أسيادًا لكل شيء يدافع عنه من مصر إلى مقاطعة موريتانيا، تينجنتينا، سبتة، طنجة، أصيلة، وهم يسمون ماوروس، أو المور، وأيضًا العرب، لأنهم أتوا من شبه الجزيرة العربية “.
أما المؤرخ واللغوي القشتالي الإسباني برناندو ألديرتي (1560م)، فيقول عن معنى إسم مورو وعلى أي شعب يطلق في الأندلس : “ نسميهم باسم موروس، لكونهم من طبيعة عربية “.
بينما الموسوعة الإنجليزية «The English Cyclopaedia» المنشورة سنة 1866م، فقد ورد فيها عن معنى المور : “ لقد استخدم اسم مورو في أوروبا بالمعنى العام ويعني العرب الأفارقة “.

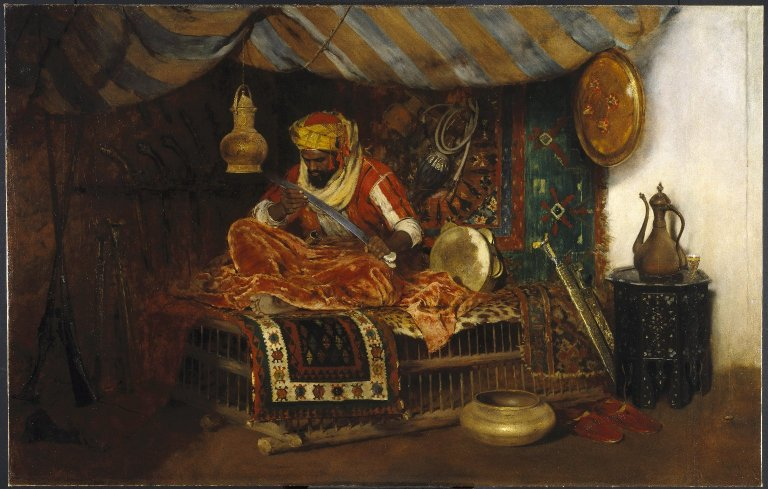
لوحة جندي موري (1878)

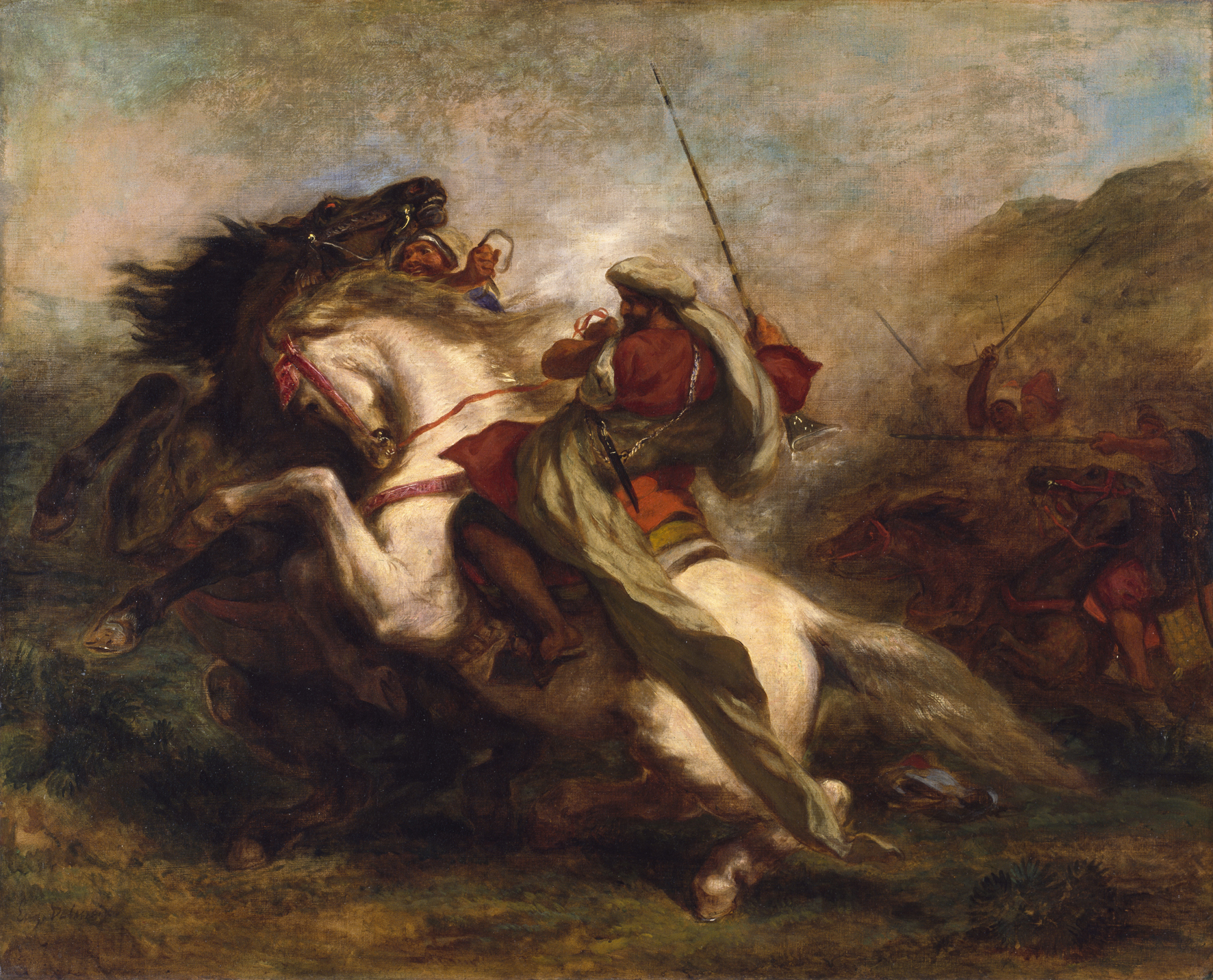
لوحة لفرسان موريون مغاربة أثناء أداء تمارين عسكرية في عهد السلطان مولاي عبد الرحمن للفنان أوجين ديلاكروا.

وحسب الموسوعة البريطانية في فقرة منشورة سنة 2014م، فالمور هم السكان المسلمون لشبه الجزيرة الإيبيرية أو ما بات يعرف اليوم بإسبانيا والبرتغال. أي أن مصطلح المور يشير إلى المزيج العربي والأمازيغي والأوروبي الذي تشكل في البلاد بعد فتح الأندلس حسب نفس المصدر. ولا تستخدم كلمة مورو دائمًا بطريقة مهينة، فحسب السياق الذي تعرضه فيه، يمكن أن تحمل معنى ايجابي أو حتى بطريقة إعجابية. 

## اسم

### تأصيل
خلال العصر الكلاسيكي، تفاعل الرومان مع أجزاء من موريطنية، وغزوها في وقت لاحق كانت موريطنية مملكة غطت شمال المغرب الأقصى الحديث، (بما فيها مدينتي سبتة ومليلية اللتين تخضعان للحكم الإسباني) وامتدت إلى المغربب الأوسط (ضمن الجزائر حاليا) بعد حرب يوغرطة ثم إلى سيرتا في عهد بوكوس الثاني. ترتبط هذه التسمية بقبيلة الموروسي التي كانت تستوطن أجزاء شاسعة في ما عرف بمملكة موريطنية.
يقول المؤرخ الروماني بليني الأكبر:
«يبلغ طول مقاطعة تنجيتانا 170 ميلاً. من بين الأمم في هذه المقاطعة، كانت الرئيسية هي قبيلة الموري، وقد أطلق عليها العديد من الكتاب الموروسي. لقد أضعفت كوارث الحرب هذه الأمة إلى حد كبير، وتضاءلت الآن إلى عدد قليل من العائلات فقط.»
وقد عرف باحث القرن السادس عشر ليون الإفريقي (1494-1554) من الأندلس «المور» على انهم من السكان الأصليين في مقاطعة أفريقية السابقة. ووصف «المور» بأنهم واحد من خمس مجموعات سكانية رئيسية في القارة إلى جانب النوميديين والمصريين والأحباش والعرب.

### معنى حديث
في اللغات الرومانسية في القرون الوسطى، ظهرت كلمات مشتقة من نفس الجذر اللاتيني للـمور (على سبيل المثال، الإيطالية والإسبانية: مورو، الفرنسية: مور، البرتغالية: المورو، الرومانية: مور) وطرت استعمالات ودلالات مختلفة. المصطلح في البداية يشير إلى (شعب شمال أفريقيا) معين في غرب ليبيا، ولكن الاسم اكتسب معنى أكثر عمومية خلال العصور الوسطى، إرتبط مع «مسلم»، على غرار الارتباطات مع «ساراكينوس». في سياق الحروب الصليبية وسقوط الأندلس، شمل مصطلح مور كإيحاء ازدرائي «الكفار».

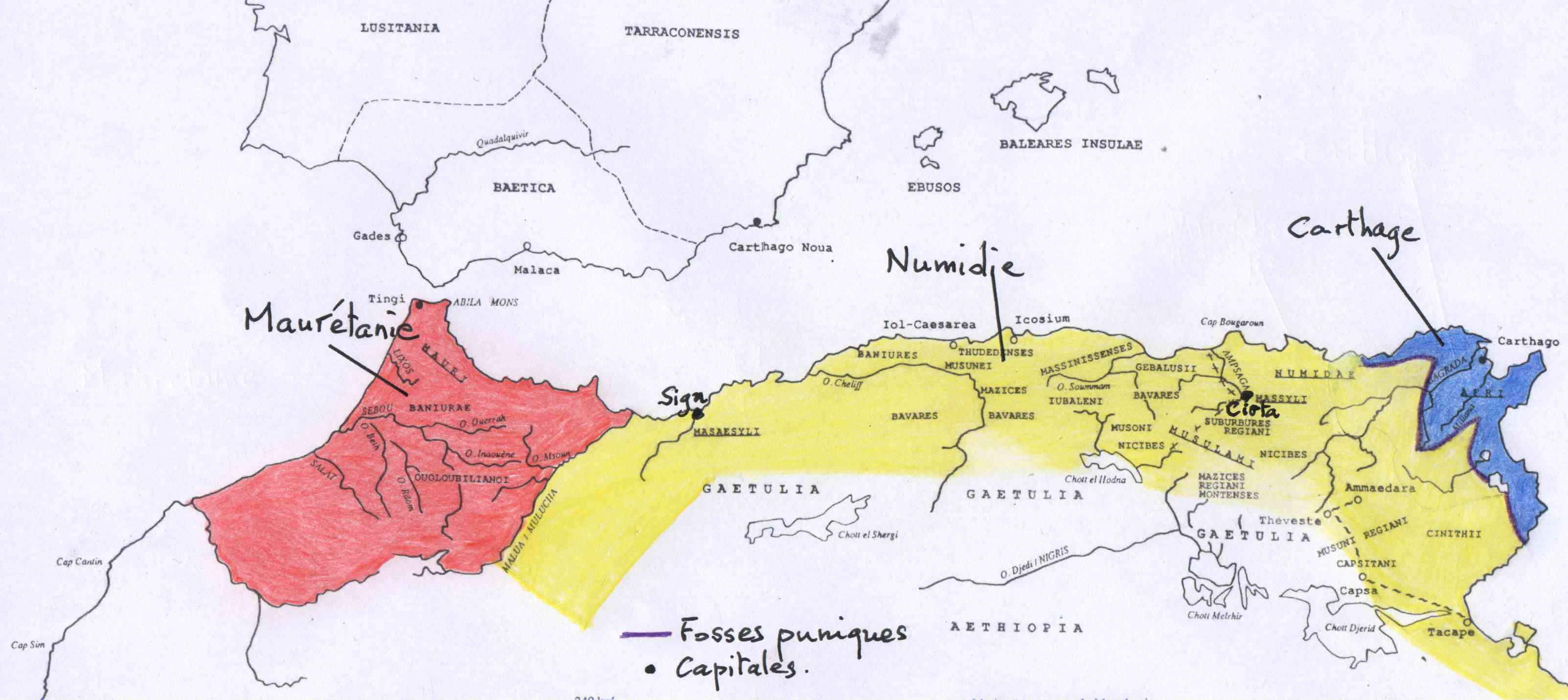
باللون الأصفر مملكة نوميديا بعد موت الملك ماسينيسا وباللون الأحمر مملكة موريطانيا.

بصرف النظر عن هذه الارتباطات التاريخية والسياق، «مور» أو «موريون» تعين مجموعة إثنية محددة تتحدث بالحسانية. وهم يسكنون موريتانيا وأجزاء من الجزائر والصحراء الغربية وتونس والمغرب والنيجر ومالي. وفي النيجر ومالي، تعرف هذه الشعوب أيضا باسم عرب أزواغ، على منطقة أزواغ بالصحراء الكبرى.
القاموس الرسمي للغة الإسبانية لا يسرد أي معنى مهين لكلمة مورو، مصطلح يشير عموما إلى الناس من أصل مغاربي على وجه الخصوص أو المسلمين بشكل عام. وقد أشار بعض المؤلفين إلى أن استخدام المصطلح مورو في اللغة العامية الحديثة هو مهين للمغاربة على وجه الخصوص وللمسلمين بشكل عام.
حديثا، في العامية البرتغالية، كان مصطلح مورو (Mouro) يستخدم في المقام الأول كتسمية للشمال أفريقيين، وثانيا كعبارة مهينة ومثيرة للسخرية من قبل سكان شمال البرتغال للإشارة إلى سكان الأجزاء الجنوبية من البلاد (لشبونة، ألينتيجو، والغارف). مع ذلك، اكتسب هذه التسمية المزيد من قبول في الجنوب.
في الفلبين، وهي مستعمرة إسبانية سابقة، يدعي العديد من الفلبينيين الحديثين الأقلية المسلمة المحلية الكبيرة التي تتركز في مينداناو والجزر الجنوبية الأخرى مورو (Moros) . والكلمة عبارة عن مصطلح شامل، حيث أن «مورو» قد يأتي في عدة مجموعات إثنية-لغوية متميزة مثل شعب ماراناو. وقد قدم هذا المصطلح من قبل المستعمرين الاسبان، ومنذ ذلك الحين تم اعتماده من قبل المسلمين الفلبينيين كاسم، حيث يعرف العديد ذواتهم كأعضاء في بانغسامورو «أمة مورو».
مورينو (Moreno) يمكن أن يعني داكن البشرة في إسبانيا والبرتغال والبرازيل والفلبين، في اللغة الإسبانية، (morapio) هو الاسم المضحك للخمر، خاصة ان لم يخلط «عمدا» مع الماء، أي النبيذ النقي وكذالك تستعمل للإشارة إلى الصبي المسيحي الغير معمد في الكنيسة. وتأتي من كلمة ماوروس (maûros) (باليونانية μαύρος، μαύροι)، أي «أسود» أو «قاتم»، «مظلم». في اللاتينية أصبحت (Maurus). ومن بين الناطقين بالاسبانية، تأتي مورو لتكون ذات معنى أوسع، تطبق على كل من مورو الفلبينيين من مينداناو، وموريسوس غرناطة، مورو يشير إلى كل شيء داكن أو مظلم، كما هو الحال في «مور»، مورينو، وما إلى ذلك كما كان يستخدم كقب: على سبيل المثال، كان الدوق الميلاني لودوفيكو سفورزا يسمى ايل مورو بسبب بشرته الداكنة.
في سياق الاستعمار البرتغالي، في سري لانكا (سيلان البرتغالية)، المسلمين من أصل عربي يسمون مور سيلان، لا ينبغي الخلط بينه وبين «مور الهند» من سري لانكا (انظر مسلمو سريلانكا). ويشكل مور سريلانكا (وهم مزيج من «مور سيلان» و «مور الهند») 12٪ من السكان. ومور سيلان (على عكس مور الهند) هم أحفاد التجار العرب الذين استقروا هناك في منتصف القرن 6. عندما وصل البرتغاليون في أوائل القرن السادس عشر، وصفوا جميع المسلمين في الجزيرة باسم «المور» كما رأوا بعض منهم يشبه مورس في شمال أفريقيا. تواصل الحكومة السريلانكية بتعريف المسلمين في سري لانكا باسم «مور سريلانكي»، مصنفة تحت فئة «سيلان مور» و «مور الهند».

يشار إلى أن المسلمين في غوا - وهم أقلية مسلمة في ولاية غوا الساحلية الغربية في الهند - يشار إليهم عادة باسم موير (Moir) (كونكانية: मैर) من قبل كاثوليك وهندوس غوا، حيث يستمد موير من الكلمة البرتغالية مورو (mouro) (مور). 

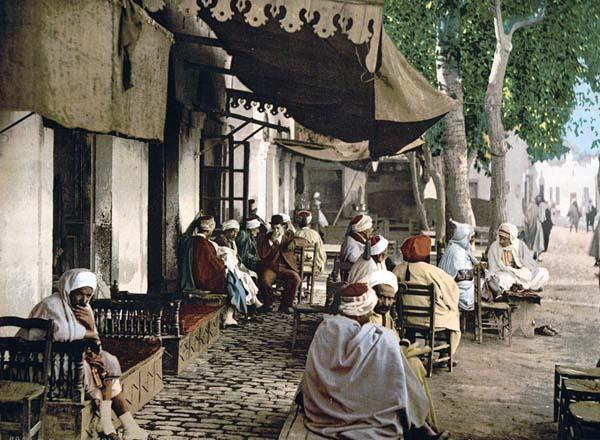
لوحة مقهى موري في تونس (1899)

## المور في شمال أفريقيا
يعود أقدم ذكر لمصطلح موري في شمال إفريقيا إلى العهد اليوناني فقد أطلق اليونانيون والرومان اسم ماوري أو موروسي على سكان شمال المغرب ثم شمال الجزائر بعد ضم أراضي مملكة نوميديا لموريطنية، فقد ذكر المؤرخ اليوناني سترابو وجود دولة إفريقية مزدهرة تسمى موريطنية، وأنها مملكة لشعب أطلق عليه اليونانيون اسم موروسي/ موروزي (Maurusii)، والرومان موري (Mauri).
يفسر البعض كلمة المور ككلمة سامية الأصل، أصلها هوريم وتعني الغربي أو الغربيين لدى الساميين خاصة الفنيقيين.

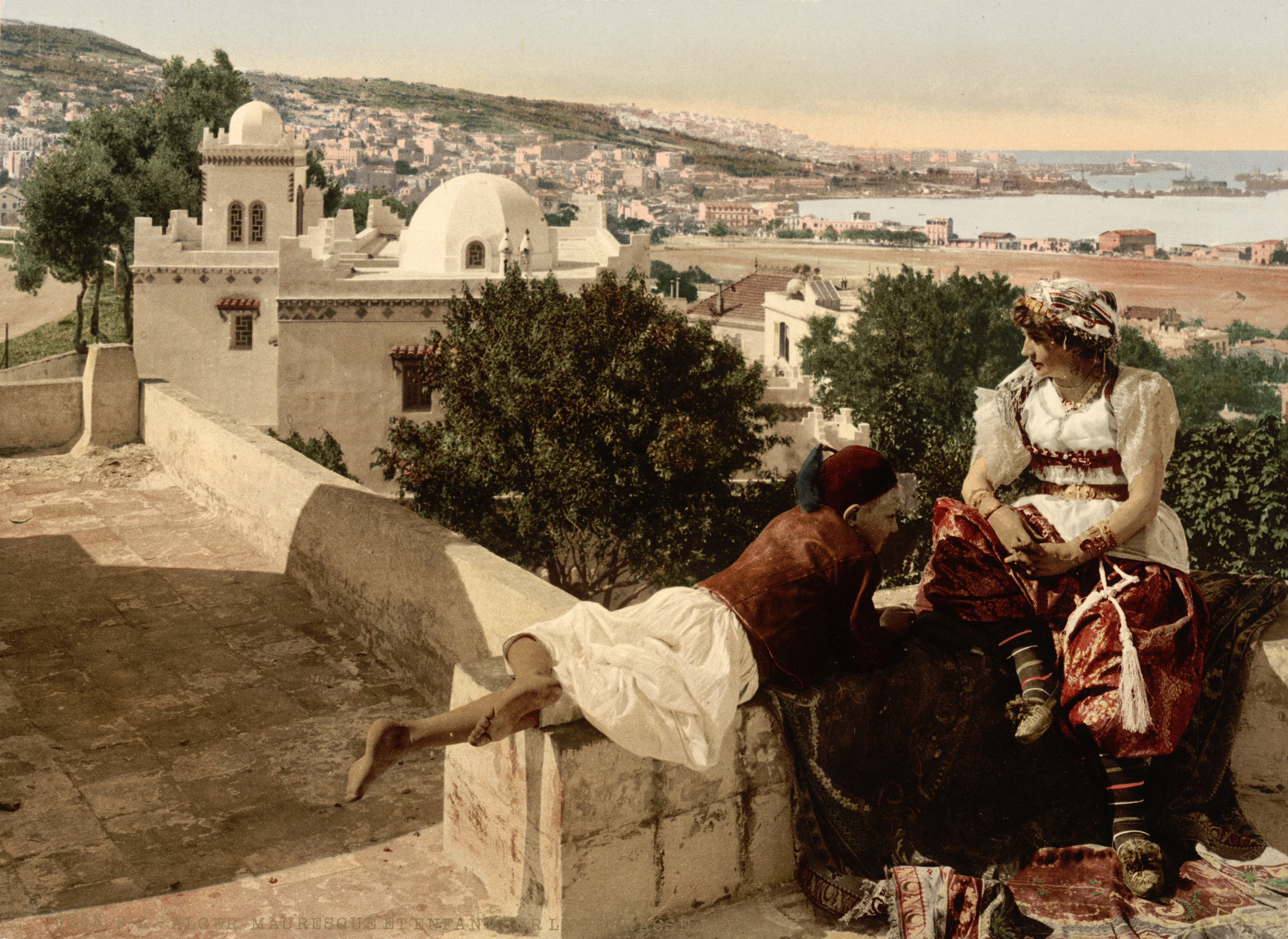
إمرأة وطفل موريان فوق شرفة في الجزائر

تجدرالإشارة إلى أن اسم «المور» قد ورد في عدة مناسبات حدثت قبل الميلاد مثل الحرب القرطاجية الإغريقية، وحملة حنبعل على الروم، وقد ذكروا في كتاب المؤرخ الروماني سالوست الذي كان بعنوان «حرب يوغرطة» حيث يقول:

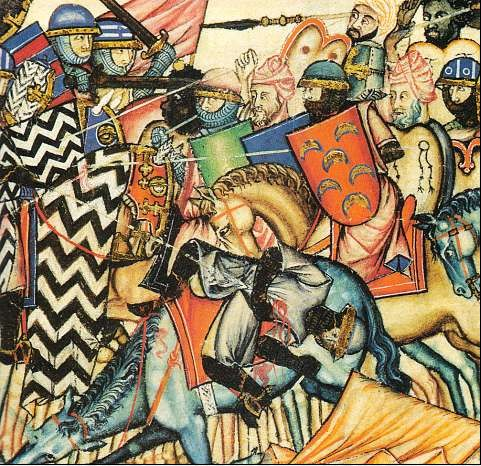
معركة بين المورو و المسيحين خلال القرن 13

### أصل الموروسي سكان مملكة موريطنة
شعب الماوري (Mauri) أو الموروسي (Maurusii)، كما ذكر المؤرخون الإغريق والرومان هو شعب أسيوي كان ذو قوة وصلابة، إستطاع بها إحتلال أكبر جزء من موريطنة الطنجية (المغرب حاليا)، وإستوطنها لعدة عقود، كما إتخدت المنطقة إسمهم وهي مملكة موريطنة، وما يجمع عليه المؤرخون القدامى حول هذا الشعب أنه من أسيا وفد مع هرقل كما هو الشأن للفرس وفي هذا يقول هيروديت : “ إن اتحاد الغزاة الآريين مع السكان القدامى للساحل الذي نشأ من فوت أدى إلى ولادة الموري، أو ماوروسي “.
ويقول المؤرخ اليوناني سترابون (64 ق. م) الذي عاين بلاد المور ولغتهم وطبائعهم أثناء هجرته لإفريقية عن أصلهم : “ موري أو موروسي أناس كثيرون وأثرياء وهم هنود جاءوا مع هرقل“.
وما أكده هيروديت وسترابون حول الأصل الأسيوي للماوري، نفسه سيقول به المؤرخون الرومان بعدهم فنجد المؤرخ الروماني، ساللوستيوس (86 م) يقول في كتابه الحروب اليوغرطية، عن أصل المور في معرض حديثه عن الميديين والأرمينيين في شمال إفريقية : “ وبمرور الوقت غير الليبيون اسم هذه الشعوب و دعوهم في اللغة البربرية أي الأجنبية ، (المافري، الماوري، الموريين Mauri) ، بدلا من الميديين«Medi» “.
والميديين هم أحد الأقوام التي استوطنت مناطق جبال زاكروس قرب بلاد الشام قديما ويرجع أصلهم إلى الشعوب الأسيوية القديمة، وهو ما يتطابق مع ماقاله المؤرخون قبله.
وقد أعطى ميكيافيلي تدقيقا أكثر حول أصل هؤلاء الموروسي على أنهم من بلاد سوريا أي الشام العربية فيقول في ذالك : “ طردت الحرب الشعوب من ديارها وأجبرت على البحث عن أراض جديدة. أريد أن أذكر مثال الموروسي، الشعوب القديمة في سوريا الذين سمعوا الشعب اليهودي قادمًا، وحكموا على أنهم لا يستطيعون مقاومتهم، اعتقدوا أنه سيكون من الأفضل إنقاذ أنفسهم ومغادرة بلدهم بدلا من الحرب ؛ فاستيقظوا مع عائلاتهم، وذهبوا إلى إفريقيا، حيث استقروا، وطردوا أي سكان وجدوا في تلك الأماكن. ويضيف مكياڤيلي قائلا ؛ يقول بروكوبيوس، الذي كتب حرب بيليساريوس ضد الفاندال الذين احتلوا إفريقيا، أنه قرأ النقش التالي المنقوش على أعمدة أقيمت في هذه الأماكن (طنجة، الشام) : {Nos Maurusii, qui fugimus a facie Jesu la- tronis filii Nave}، الذي يشير بوضوح إلى سبب فرارهم من سوريا “.
ونشير إلى أن شعب الموروسي سيتعرض لإبادة تدريجية بسبب الحروب والمجاعات إلخ، وهو ما أكده المؤرخ والجغرافي بليني الأكبر الذي عاش سنة (20م)، في مجلده للتاريخ الطبيعي بحيث يذكر : “يبلغ طول مقاطعة تنجيتانا 170 ميلاً . من بين الأمم في هذه المقاطعة، كانت الرئيسية هي قبيلة الموري، وقد أطلق عليها العديد من الكتاب الموروسي. لقد أضعفت كوارث الحرب هذه الأمة إلى حد كبير ، وتضاءلت الآن في عدد قليل من العائلات فقط “.

## المورو في الأندلس

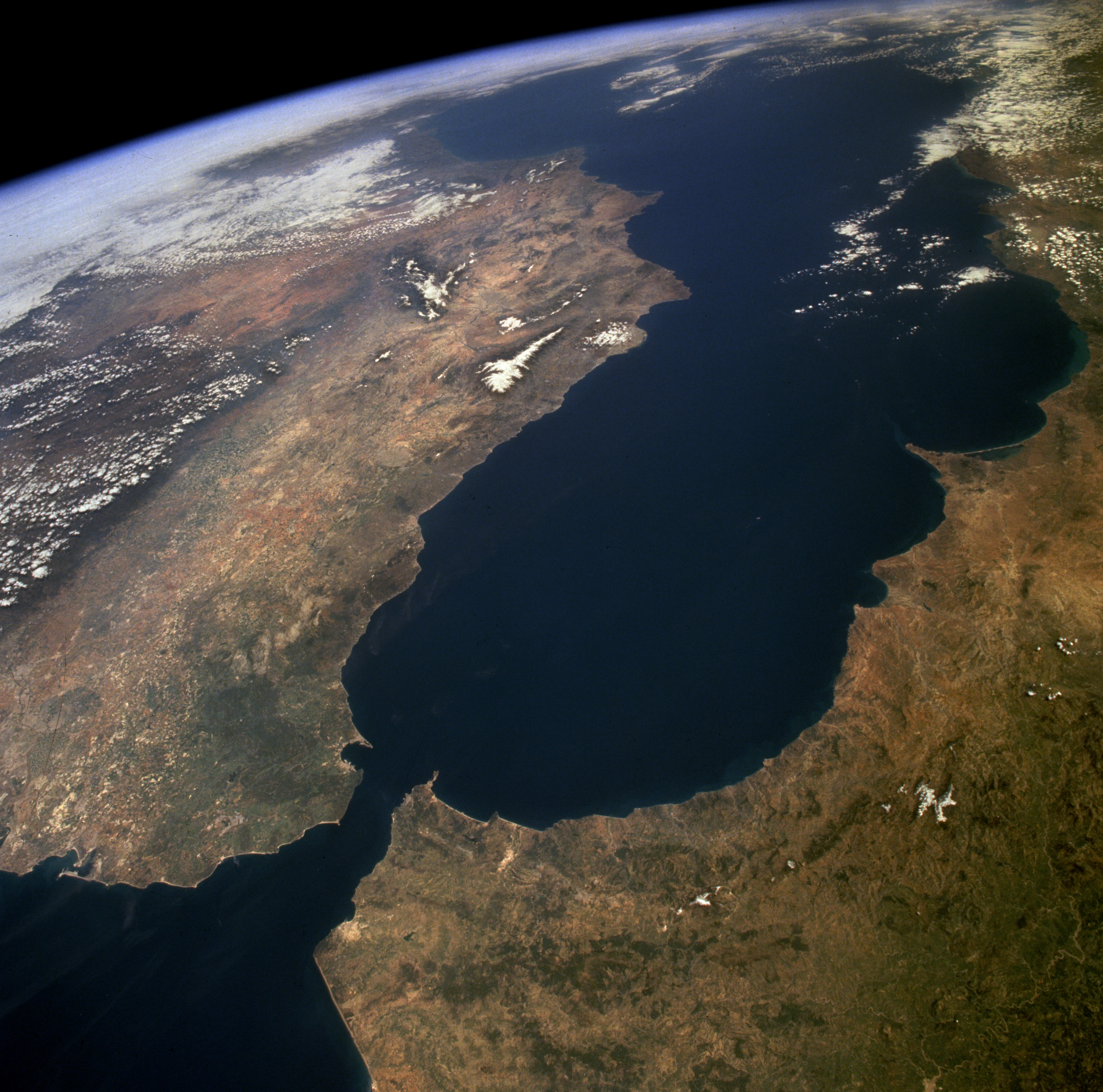
مضيق جبل طارق

تقع الأندلس في الطرف الغربي من أوروبا، وتشمل الآن ما يسمى أسبانيا والبرتغالطارق. ويراد بالأندلس في التاريخ الإسلامي تلك الحقبة الزمنية التي امتدت من فتح المسلمين لإسبا نيا 91هـ / 711م حتى سقوط غرناطة 897هـ/ 1492م وهي الفترة التي امتدت نحو ثمانية قرون.

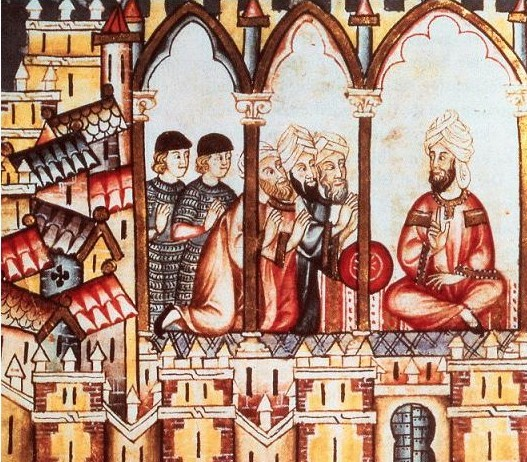
قشتاليون و موريون خلال عهد الأندلس

أطلق على العرب في الأندلس في اخر مراحل حكمهم لقب المور وهو لقب قدحي يعني الكافر، وشاع استعمال هذا المصطلح بكثرة عند الإسبان عند وصفهم للعرب، يقول مارتين كاريو (ت. 1630م) رئيس أساقفة غرناطة ومستشار محاكم التفتيش بالاندلس في الكتاب الثالث من “حوليات ومذكرات كرونولوجية” (Annales y Memorias Cronologicas)، وكذلك بيدرو ميكسيا العالم الإنساني والفيلسوف، عن مواطن المور أنها كانت بمقاطعة موريطنية الطنجية وأن أصلهم يعود الى شبه الجزيرة العربية.
وفي نفس السياق يقول بيدرو ميكسيا (Pero Mexía)، العالم الإنساني والفيلسوف، أحد أشهر مؤرخي الإسبان في عصر النهضة الإسبانية، عن أصل المور وهو الذي عاش بينهم وعاصر سقوط حكمهم : “ في غضون سنوات قليلة، كانت أقل من أربع سنوات حسب حسابي، قوة إيمانهم جعلتهم أسيادًا لكل شيء يدافع عنه من مصر إلى مقاطعة موريتانيا، تينجنتينا، سبتة، طنجة، أصيلة..، وهم يسمون ماوروس، أو المور، وأيضًا العرب، لأنهم أتوا من شبه الجزيرة العربية “.

## المورو في صقلية
عرض «أيوفيميوس» سيادة صقلية على زيادة الله الأغلبي أمير «تونس» مقابل عودته إلى صقلية ومنحه منصب جنرال. فأرسل زيادة الله الأغلبي جيشاً بقيادة قاضي القيروان أسد بن الفرات سنة 827. واجه الفتح الإسلامي مقاومة شديدة واستغرقهم الأمر قرناً من الزمان لإتمام السيطرة على الجزيرة. صمدت سيراكيوز لفترة طويلة، بينما سقطت تاورمينا عام 902، بينما خضعت كامل صقلية لجيوش المسلمين عام 965.
طوال هذه الحقبة، استمرت ثورات الصقليين البيزنطيين وخصوصاً في الشرق كما أعيد احتلال أجزاء من الجزيرة قبل أن يقضى على الثورات. جلبت السلع الزراعية مثل البرتقال الليمون والفستق وقصب السكر إلى صقلية.
سمح للمسيحيين الأصليين حرية الدين كونهم من أهل الذمة لكن وجب عليهم دفع الجزية كما كانت هناك قيود على وظائفهم ولباسهم والقدرة على المشاركة في الشؤون العامة. بدأت إمارة صقلية بالتفتت نتيجة صراعات داخل الأسرة الحاكمة. خلال ذاك الوقت كانت هناك أيضاً أقلية يهودية في الجزيرة.
بحلول القرن الحادي عشر، استأجرت القوى الرئيسية الموجودة في البر الإيطالي الجنوبي مرتزقة من النورمان الذين استولوا على صقلية من المسلمين تحت قيادة روجر الأول. بعد السيطرة على بوليا وكالابريا نجح في احتلال ميسينا بجيش قوامه 700 فارس. في عام 1068 انتصر روجر في ميسيلميري لكن المعركة الحاسمة كانت حصار باليرمو والتي أدت عام 1072 إلى سقوط صقلية تحت سيطرة النورمان.

## المورو في آسيا
سمي جنوب الفلبين بأرض «شعب مورو» أو «بنجسا مورو»  وتتكون أرض المورو من عدد من الجزر أشهرها جزيرة «مينداناو» وهي ثاني أكبر جزيرة في الأرخبيل الفلبيني وأرخبيل «جزر صولو» وجزيرة «بالاوان» وجزيرة «بازيلان» وغيرها.

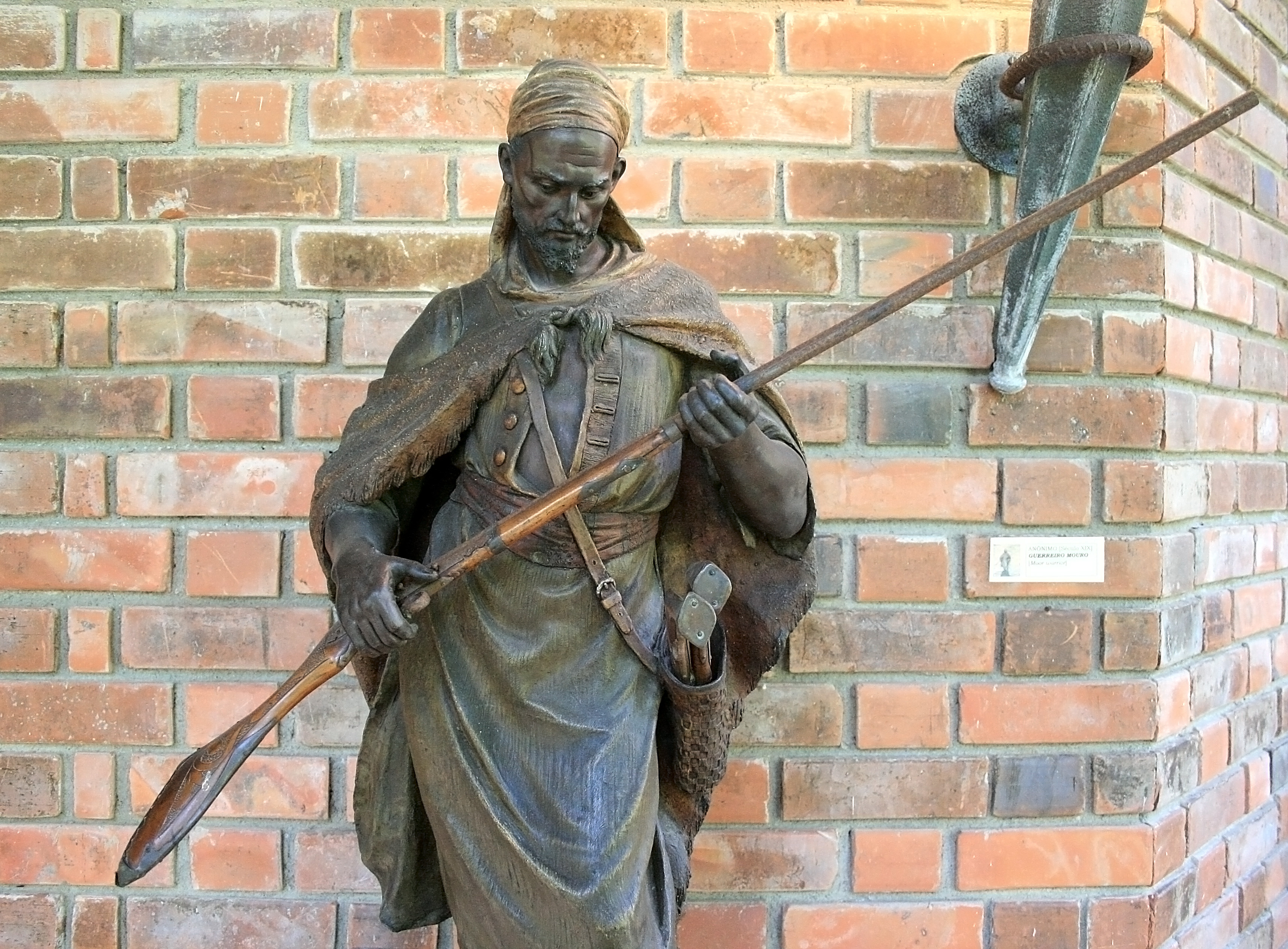
تمثال برونزي من القرن ال19 لقائد موري

هذا الاستخدام استمر في الفلبين، المستعمرة الإسبانية السابقة، ويُعرف المسلمون فيها باسم «المورو» "Moros"، وهو مصطلح ادخله المستعمرون. وينتشرون في الجزر الجنوبية. وامتدت الدعوة الإسلامية لتشمل كافة مناطق الفلبين ضمن السياق نفسه من الاستعمار، في سري لانكا المسلمين من اصل عربي يطلق عليهم أيضا «موروس» (جمع مورو).

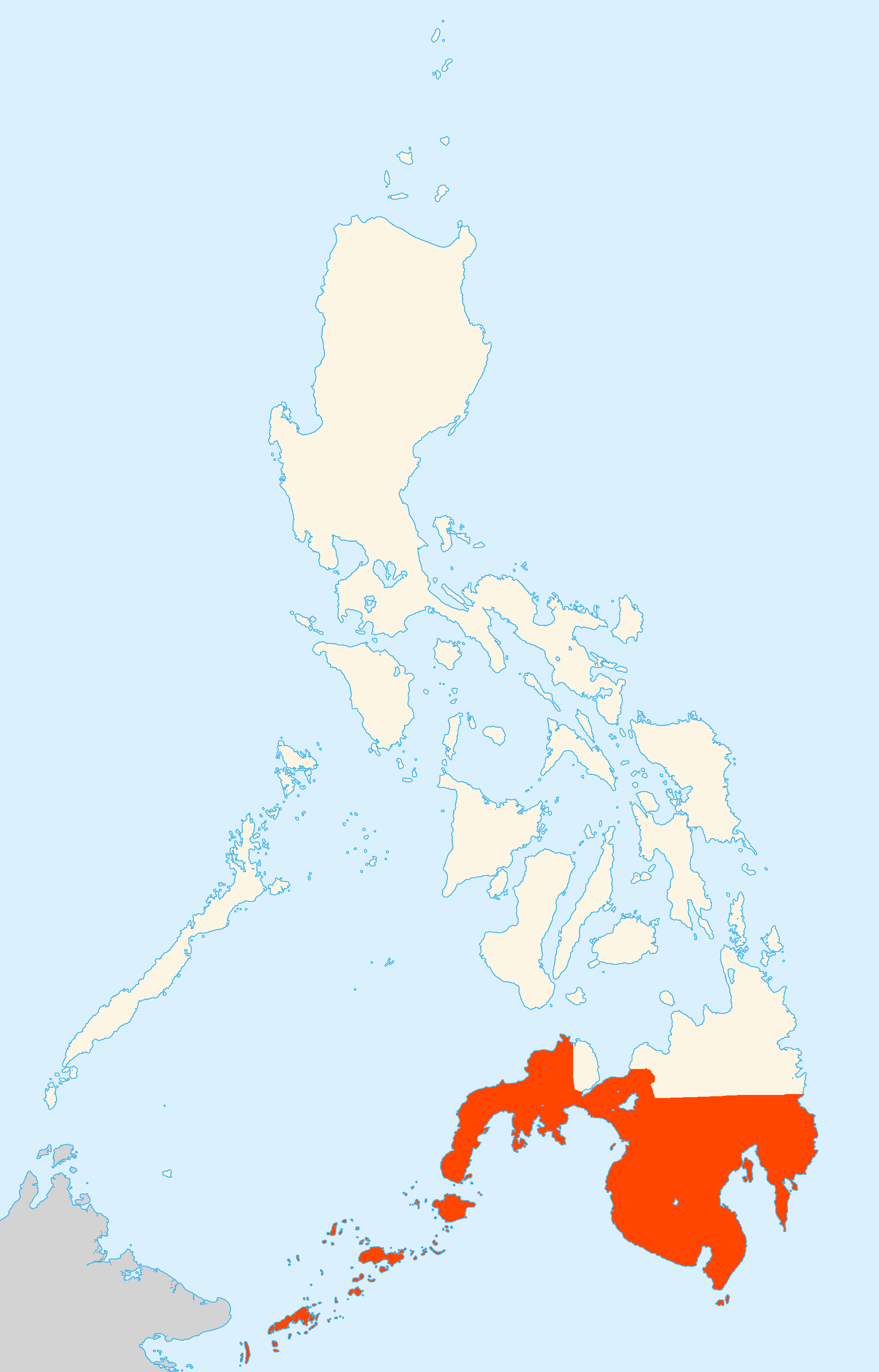
جنوب الفلبين أو بلاد مورو التاريخية

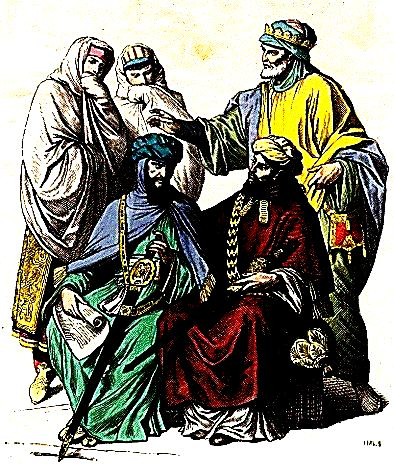
رسم لأزياء أمراء من "المورو".

عرفت «بنجسا مورو» حضارة إسلامية مزدهرة بحيث تأسست مجموعة من ممالك الإسلامية التي عملت على نشر الإسلام وتعاليمه في جنوب الفلبين والجزر الواقعة في أرخبيل سُولُو. منذ القرن السادس الهجري استقرت في جزيرة «سولو» أول جالية مسلمة تولّت نشر الإسلام والتعريف به في أكثر من سبعة آلاف جزيرة. وقد لاقت دعوة الإسلام قبولاً حسناً، فاعتنق سكان الجزر الإسلام طواعية.
في عام 1521 ميلادية، رست سفينة البحار الأسبانى «ماجيلان» على إحدى الجزر المجهولة في المحيط الهادي، وانطلق إلى جزر أخرى.. فوجد إمارات إسلامية في تلك الجزر، منها إمارة الشريف أبى بكر في جزيرة «سولو» وإمارة الشريف محمد بن على في جزيرة «ميندناو»..
وقد حاول الأسبان القضاء على الإمارات الإسلامية في جنوب الفلبين لكنهم وجدوا مقاومة إسلامية كبيرة، وقتل ماجيلان في إحدى المعارك، فأرسلت أسبانيا تعزيزات عسكرية، لكنها لم تتمكن من احتلال المناطق الجنوبية فاتجهت شمالاً حيث الجزر الأخرى.
وبعد جهود ضخمة من الأسبان وقعت بنجسا - مورو - في براثن المستعمر الأسباني الذي حاول - منذ عام 1078 هجرية - القضاء على وحدة المسلمين هناك. وقد استمر الحكم الأسباني لهذه الجزر نحو أربعة قرون، تعطلت خلالها مسيرة المدّ الإسلامي.. إلا أن المسلمين حافظوا على هويتهم العقديّة، وتصدوا لكل محاولات تذويب الهوية الإسلامية.
استمرت المقاومة الإسلامية للمستعمر الأسباني، وكما حافظ الشعب المسلم على هويته الإسلامية، وحافظوا على استقلال جزر الجنوب، وامتدت المقاومة الإسلامية إلى الجزر الشمالية. وقد سجل تاريخ المسلمين في بنجسا مورو اسم الأمير «راجا سليمان» كأحد قادة الجهاد الإسلامي حتى خرجت أسبانيا من بنجسا مورو والجزر الأخرى في عام 1898 ميلادية.

## العصر الحديث
إلى جانب استخدامه في السياق التاريخي (مور ومغربي تستخدم في الإيطالية والأسبانية: مورو، والفرنسية: مور maure، البرتغالية: مورو / moiro، الرومية: Maur) لتسمية مجموعة اثنيه يتكلمون اللهجة الحسّانية، التي تقطن موريتانيا والمغرب، إضافة إلى بعض أجزاء من الجزائر والنيجر ومالي.
مصطلح «مورو» في العامية الإسبانية في بعض الأحيان تستعمل بشكل انتقاصي يشير إلى أي دولة عربية. وبالمثل، في العامية البرتغالية مصطلح «مورو» يستخدم كمصطلح غضاضه من جانب المواطنين من شمال البرتغال للإشارة إلى سكان المناطق الجنوبية من البلاد.

تعميد المسلمين (الموريسكيين) في الأندلس بعد 1502 م

وكلمة المور بالعربية تطلق على عملية ازالة وبر الإبل ويقال مار الرجل الناقه أي ازال وبرها ويصنعون البدو من هذا الوبر ملابسهم بعد نسجة.

## مشاهير المورو
- طارق بن زياد: فاتح الأندلس الذي أسلم وصلح إسلامه.
- عبد الرحمن الداخل: المعروف بلقب صقر قريش والمعروف أيضًا في المصادر الأجنبية بلقب عبد الرحمن الأول.
- عباس بن فرناس: العالم المسلم الذي ولد في رندة بإسبانيا، في زمن الدولة الأموية في الأندلس، واشتهر بمحاولته الطيران.
- أبو القاسم الزهراوي: طبيب عربي مسلم عاش في الأندلس. يصفه الكثيرون بأبو الجراحة الحديثة.
- مسلمة المجريطي: فلكي وكيميائي ورياضياتي أندلسي.
- ابن حزم الأندلسي: يعد من أكبر علماء الأندلس وأكبر علماء الإسلام تصنيفًا وتأليفًا بعد الطبري، وهو إمام حافظ.
- إبراهيم بن يحيى الزرقالي: ويعرف بـ "Arzachel"، فلكي أندلسي من بين أعظم راصدي الفلك في عصره.
- ابن باجة: أبرز الفلاسفة المسلمين، اهتم بالطب والرياضيات والفلك والموسيقى.[15] عرف بـ Avempace.[16]
- صاعد الأندلسي: صاحب عدة كتب أبرزها «طبقات الأمم» و«الديانات والمعتقدات والفرق الإسلامية وغير الإسلامية»
- ابن طفيل: فيلسوف وعالم وطبيب عربي مسلم ورجل دولة وهو من أعظم المفكرين العرب، عرف بـ "Abubacer".
- الإدريسي: عالم مسلم وأحد كبار الجغرافيين في التاريخ وأحد مؤسسي علم الجغرافيا.
- ابن زهر الإشبيلي: طبيب مسلم معروف في الأندلس، عُـرف عند الأوربيين باسم "Avenzoar".
- ابن خلدون: مؤرخ تونسي المولد أندلسي الأصل ومؤسس علم الاجتماع الحديث وأب للتاريخ والاقتصاد.[17]
- ابن رشد: هو فيلسوف، وطبيب، وفقيه، وقاضي، وفلكي، وفيزيائي أندلسي.
- ابن البيطار: اشتهر بابن البيطار لأن والده كان طبيباً بيطرياً ماهراً وأعظم عالم نباتي ظهر في القرون الوسطى.
- ليون الإفريقي: الحسن بن محمد الوزان والمشهور بيوحنا الأسد الأفريقي. ومن أشهر مؤلفاته «وصف أفريقيا».

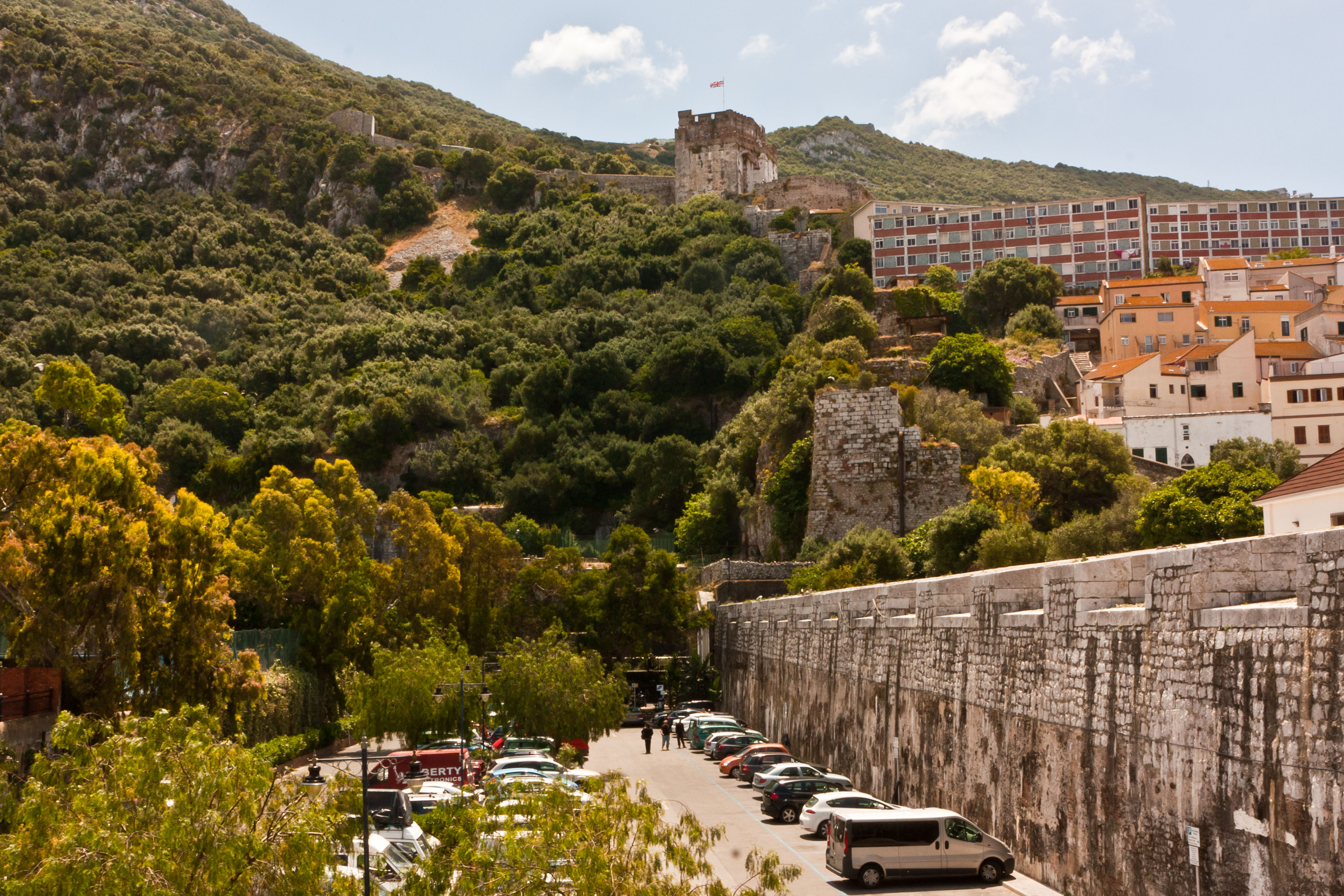
صورةلـ أسوار قلعة مورية في جبل طارق

## وصلات خارجية
- قصة قصيرة: الغجرية و«المورو» محمد
- مقال: رحلة ثقافية إسبانية إلى المغرب لتحسين صورة «المورو».
- مقال: عقدة «المورو» التي أخرجت مليوني مغربي إلى الشارع.
- مقال: الحوار المغربي ـ الإسباني وشبح عودة المورو.